# Chiến dịch Bán đảo
Chiến dịch Bán đảo (Peninsula Campaign hay Peninsular Campaign) trong Nội chiến Hoa Kỳ là một cuộc tấn công lớn do quân miền Bắc tiến hành tại đông nam bang Virginia từ tháng 3 đến tháng 7 năm 1862, và cũng là chiến dịch tấn công quy mô lớn đầu tiên tại Mặt trận miền Đông. Chiến dịch này do thiếu tướng George B. McClellan chỉ huy, là một cuộc đổ bộ tấn công quân đội miền Nam lúc này đang ở phía bắc Virginia với dự định đánh chiếm thủ đô của Liên minh miền Nam là thành phố Richmond. McClellan lúc đầu thành công trong cuộc đấu với tướng Joseph E. Johnston - người vốn có bản tính thận trọng giống ông ta, nhưng sự xuất hiện của đại tướng Robert E. Lee đã biến Chuỗi trận Bảy ngày sau đó trở thành một thất bại nhục nhã cho phe miền Bắc.
McClellan đã cho đổ bộ binh đoàn của mình tại đồn Monroe và hành quân hành quân về phía tây bắc, tiến lên bán đảo Virginia. Vị trí phòng ngự của miền Nam do chuẩn tướng John B. Magruder đảm trách trên tuyến Warwick đã khiến McClellan phải bất ngờ. Hy vọng về một cuộc tiến quân nhanh chóng đã bị tan vỡ, McClellan liền ra lệnh chuẩn bị cuộc vây hãm Yorktown. Ngay trước khi công tác chuẩn bị được hoàn tất, quân miền Nam dưới sự chỉ huy trực tiếp của Johnston đã bắt đầu rút lui về phía Richmond. Cuộc giao tranh lớn đầu tiên của chiến dịch nổ ra tại trận Williamsburg, tại đó quân miền bắc đã giành được một số thắng lợi chiến thuật, nhưng quân miền Nam vẫn tiếp tục rút lui. Một cuộc đổ bộ nhằm bọc sườn tại Eltham's Landing được tiến hành nhưng không cắt đứt được đường rút lui của quân miền Nam. Trong trận Drewry's Bluff, Hải quân Hoa Kỳ đã cố gắng tiến đến Richmond theo đường sông James nhưng cũng bị đẩy lui.
Khi quân của McClellan tiến đến ngoại ô thành phố Richmond, một trận đánh nhỏ đã diễn ra tại Hanover Court House, và tiếp sau đó là cuộc tấn công bất ngờ của Johnston trong trận Seven Pines hay trận Fair Oaks. Trận đánh này bất phân thắng bại với tổn thất nặng nề cho cả hai bên, nhưng nó lại có ảnh hưởng lâu dài đến toàn chiến dịch. Johnston bị thương và được thay thế ngày 1 tháng 6 bởi đại tướng Robert E. Lee, người sau đó đã tổ chức lại quân đội và chuẩn bị cho việc tấn công trong những trận đánh cuối cùng diễn ra từ 25 tháng 6 đến 1 tháng 7, thường được biết đến với cái tên Chuỗi trận Bảy ngày.